# Pod Rogową
Pod Rogową – zniesiona nazwa osady leśnej w Polsce położona w województwie mazowieckim, w powiecie przysuskim, w gminie Wieniawa.
Nazwa miejscowości została zniesiona z 2022 r.